# Championnats d'Europe de patinage artistique 1947
Navigation
Édition précédente Édition suivante
Les championnats d'Europe de patinage artistique 1947 ont lieu du 31 janvier au 2 février 1947 à la patinoire extérieure de Davos en Suisse. C'est la neuvième fois que la ville grisonne accueille les championnats européens.
Après sept éditions annulées de 1940 à 1946 en raison de la Seconde Guerre mondiale, les championnats européens sont organisés en Suisse. Ce pays est resté neutre pendant tout le conflit mondial et n'a subi que peu de destruction. 
Les participations des athlètes d'Allemagne et d'Autriche sont interdites à toutes les compétitions sportives internationales. Par contre, pour la première fois, les athlètes des États-Unis, du Canada et d'Australie sont autorisés exceptionnellement à participer aux championnats d'Europe; ils le seront également l'année suivante.
Pour la première fois aux championnats européens, vingt patineuses participent à la compétition féminine. 

## Qualifications
Les patineurs sont éligibles à l'épreuve s'ils représentent une nation européenne membre de l'Union internationale de patinage (International Skating Union en anglais). Les fédérations nationales sélectionnent leurs patineurs en fonction de leurs propres critères.

## Podiums
| Épreuves                      | Or                                 | Argent                                      | Bronze                              |
| ----------------------------- | ---------------------------------- | ------------------------------------------- | ----------------------------------- |
| Messieurs résultats détaillés | Hans Gerschwiler                   | Ladislav Čáp                                | Fernand Leemans                     |
| Dames résultats détaillés     | Barbara Ann Scott                  | Gretchen Merrill                            | Daphne Walker                       |
| Couples résultats détaillés   | Micheline Lannoy / Pierre Baugniet | Winifred Silverthorne / Dennis Silverthorne | Suzanne Diskeuve / Edmond Verbustel |

## Tableau des médailles
| Rang  | Nation          | Or | Argent | Bronze | Total |
| ----- | --------------- | -- | ------ | ------ | ----- |
| 1     | Belgique        | 1  | 0      | 2      | 3     |
| 2     | Canada          | 1  | 0      | 0      | 1     |
| 2     | Suisse          | 1  | 0      | 0      | 1     |
| 4     | Royaume-Uni     | 0  | 1      | 1      | 2     |
| 5     | États-Unis      | 0  | 1      | 0      | 1     |
| 5     | Tchécoslovaquie | 0  | 1      | 0      | 1     |
| Total | Total           | 3  | 3      | 3      | 9     |

## Détails des compétitions

### Messieurs
| Rang | Nom              | Nation          | Places | Points | Fig. impo. | Prog. libre |
| ---- | ---------------- | --------------- | ------ | ------ | ---------- | ----------- |
| 1    | Hans Gerschwiler | Suisse          |        |        |            |             |
| 2    | Ladislav Čáp     | Tchécoslovaquie |        |        |            |             |
| 3    | Fernand Leemans  | Belgique        |        |        |            |             |
| 4    | Arthur Apfel     | Royaume-Uni     |        |        |            |             |
| 5    | Zdeněk Fikar     | Tchécoslovaquie |        |        |            |             |
| 6    | Fritz Durst      | Suisse          |        |        |            |             |

### Dames
| Rang    | Nom                   | Nation          | Places | Points | Fig. impo. | Prog. libre |
| ------- | --------------------- | --------------- | ------ | ------ | ---------- | ----------- |
| 1       | Barbara Ann Scott     | Canada          |        |        |            |             |
| 2       | Gretchen Merrill      | États-Unis      |        |        |            |             |
| 3       | Daphne Walker         | Royaume-Uni     |        |        |            |             |
| 4       | Jeannette Altwegg     | Royaume-Uni     |        |        |            |             |
| 5       | Jiřína Nekolová       | Tchécoslovaquie |        |        |            |             |
| 6       | Alena Vrzáňová        | Tchécoslovaquie |        |        |            |             |
| 7       | Marion Davies         | Royaume-Uni     |        |        |            |             |
| 8       | Maja Hug              | Suisse          |        |        |            |             |
| 9       | Bridget Shirley Adams | Royaume-Uni     |        |        |            |             |
| 10      | Jill Linzee           | Royaume-Uni     |        |        |            |             |
| 11      | Dagmar Lerchová       | Tchécoslovaquie |        |        |            |             |
| 12      | Barbara Wyatt         | Royaume-Uni     |        |        |            |             |
| 13      | Roberta Scholdan      | États-Unis      |        |        |            |             |
| 14      | Ursula Arnold         | Suisse          |        |        |            |             |
| 15      | Simone Clinckers      | Belgique        |        |        |            |             |
| 16      | Patricia Molony       | Australie       |        |        |            |             |
| 17      | Lotti Höner           | Suisse          |        |        |            |             |
| 18      | Gun Hammarin          | Suède           |        |        |            |             |
| 19      | Anne-Marie Sjöberg    | Suède           |        |        |            |             |
| Abandon | Gun Ericson           | Suède           |        |        |            |             |

### Couples
| Rang | Nom                                         | Nation          | Places | Points |
| ---- | ------------------------------------------- | --------------- | ------ | ------ |
| 1    | Micheline Lannoy / Pierre Baugniet          | Belgique        |        |        |
| 2    | Winifred Silverthorne / Dennis Silverthorne | Royaume-Uni     |        |        |
| 3    | Suzanne Diskeuve / Edmond Verbustel         | Belgique        |        |        |
| 4    | Denise Fayolle / Guy Pigier                 | France          |        |        |
| 5    | Bela Zachova / Jaroslav Zach                | Tchécoslovaquie |        |        |
| 6    | Jennifer Nicks / John Nicks                 | Royaume-Uni     |        |        |
| 7    | Luny Unold / Hans Kuster                    | Suisse          |        |        |
| 8    | Denise Favart / Jacques Favart              | France          |        |        |
| 9    | Pamela Davis / Ernest H.C. Yates            | Royaume-Uni     |        |        |
| 10   | Eva Dousova / Jaroslav Sadilek              | Tchécoslovaquie |        |        |
| 11   | Kerstin Wikman / Harry Berlin               | Suède           |        |        |